# Gouvernement de Bessarabie
Ne doit pas être confondu avec Gouvernorat roumain de Bessarabie.
1812–1917
Entités précédentes :
- Principauté de Moldavie
- Empire ottoman (raya de Hotin et Boudjak)

Entités suivantes :
- République démocratique moldave

Le gouvernement de Bessarabie (en russe : Бессарабская губерния) est une division administrative de l’Empire russe créée à partir d’un territoire pris en 1812, sous le règne de l'empereur Alexandre Ier, aux principautés danubiennes vassales de l’Empire ottoman, par le traité de Bucarest dont les articles 4 et 5 précisent la surface de 45 630 km2 (40 096,6 verstes²), la population avec 482 630 habitants (moldaves à 87 %) et le nombre de localités avec 5 citadelles (Hotin, Soroca, Orhei, Tighina et Cetatea Albă), 4 ports (Reni, Izmaïl, Chilia et Cetatea Albă), 17 villes et 695 villages et hameaux. La capitale est fixée à Chișinău, devenue Kichinev. Le territoire est organisé en 1812 en kraï de Moldavie et Bessarabie autonome, gouverné par le boyard moldave Scarlat Sturdza (ro), puis devient en 1828 l’oblast de Bessarabie, et en 1871 un gouvernement qui existe jusqu’en 1917. À la population moldave locale se sont ajoutées, durant les 105 ans d’appartenance à l’Empire russe, d’importantes minorités allemandes, arméniennes, bulgares, gagaouzes, juives, russes, ukrainiennes et même suisses qui y reçurent des terres ou y trouvèrent de l’emploi dans les services, l’administration ou le commerce en développement durant le XIXe siècle.

## Géographie

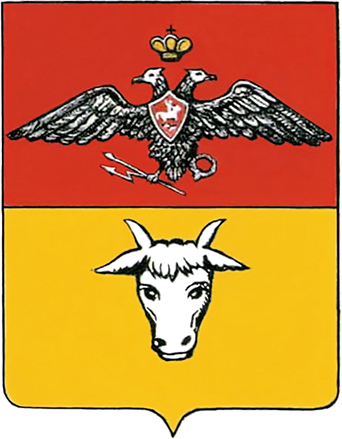
Entre 1812 et 1856, les armoiries de la Bessarabie russe plaçaient l'aigle bicéphale de l'empire russe au-dessus de la tête d'aurochs moldave.

Frontière sud-ouest de l’Empire russe, le gouvernement de Bessarabie était bordé, en partant du nord-ouest et dans le sens des aiguilles d’une montre, par l’empire des Habsbourg (devenu l’Autriche-Hongrie en 1867), par les gouvernements de Podolie et de Kherson, par la mer Noire et les bouches du Danube (qui lui furent rattachées de 1829 à 1856), par l’Empire ottoman (en Dobrogée, jusqu’en 1856), et par les principautés roumaines (unies en 1859 et devenues royaume de Roumanie en 1881). Le sud de ce territoire fut rendu aux principautés roumaines en 1856, à l’issue de la guerre de Crimée, puis rattaché à nouveau à la Bessarabie russe en 1878, à l’issue de la guerre russo-turque de 1877-1878.
Le territoire du gouvernement de Bessarabie se trouve de nos jours partagé entre la Moldavie (centre, 60 %) et l’Ukraine (nord et sud, 40 %).

## Histoire

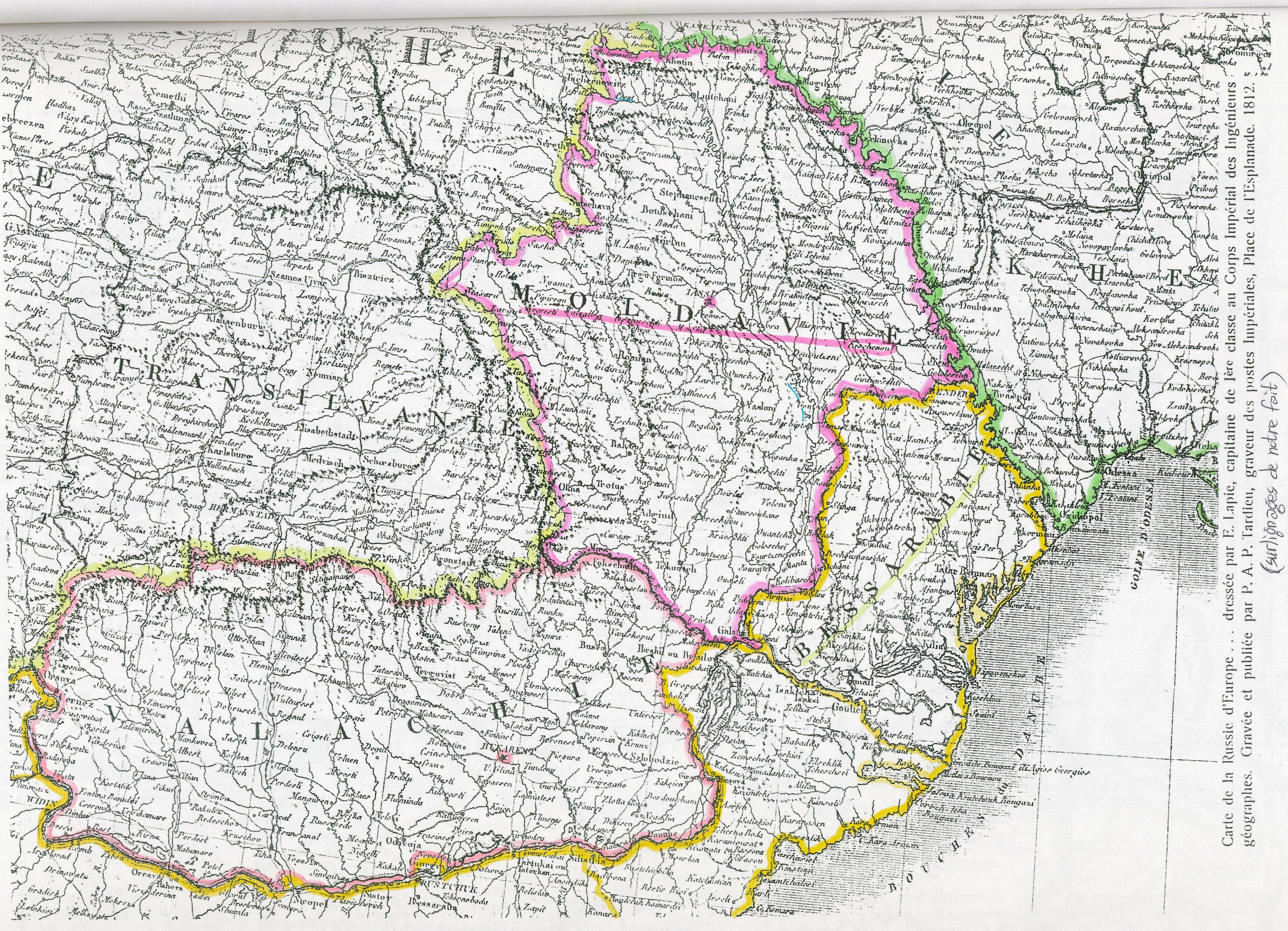
La principauté de Moldavie (rose) et la Bessarabie (administration militaire ottomane, en jaune) début 1812, la veille du rattachement à l’Empire russe. Carte napoléonienne française, par le capitaine Lapie.

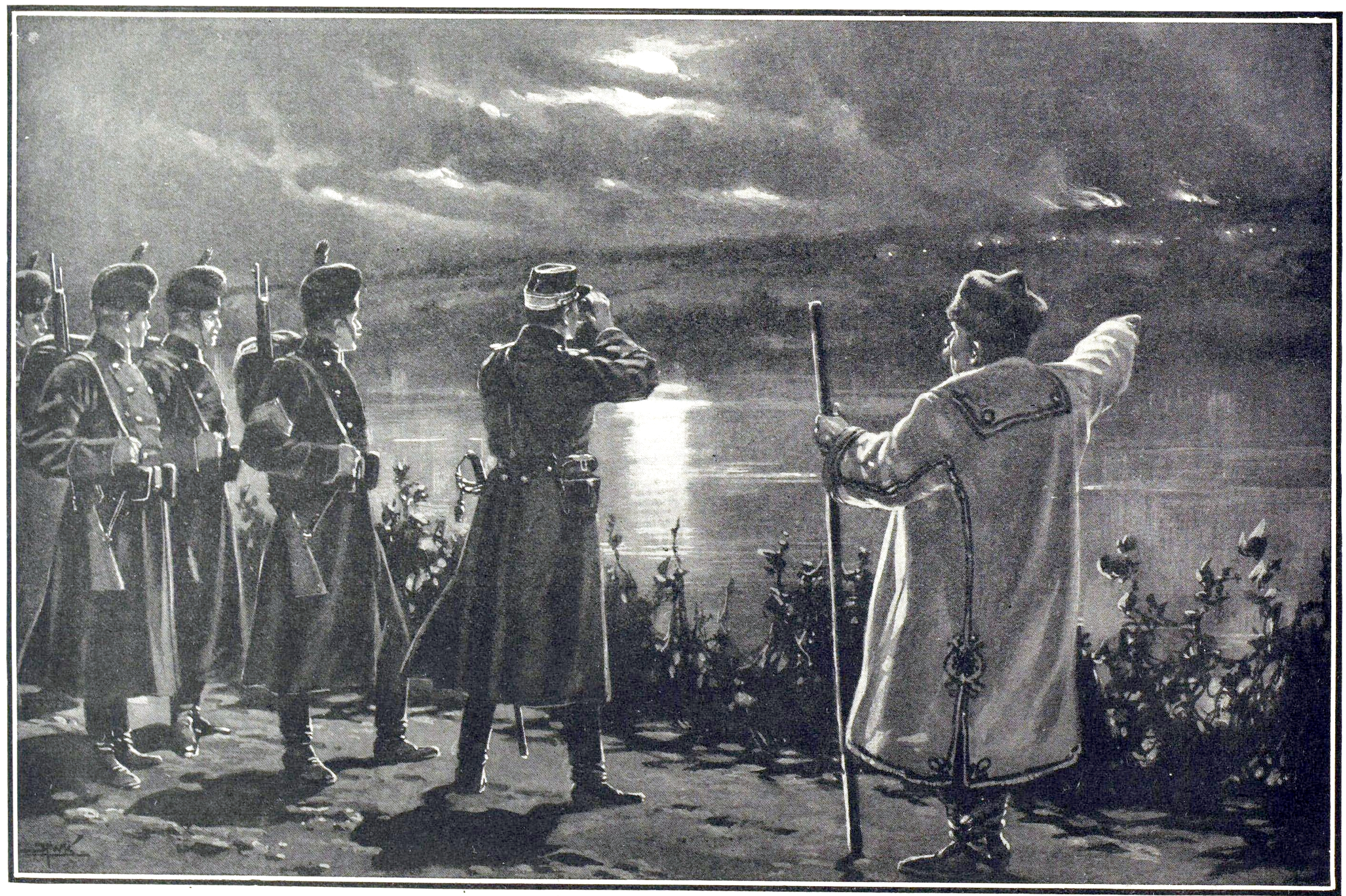
Un berger et des soldats roumains observent les villages moldaves incendiés par les cosaques sur la rive bessarabienne alors russe du Prut.

En 1812 le traité de Bucarest règle la paix entre l’Empire ottoman et l’Empire russe, mettant un terme à la guerre russo-turque de 1806-1812. L’Empire russe reçoit les terres entre le fleuve Dniestr (sa précédente frontière, depuis 1792) et la rivière Prut qui traverse la Moldavie. Ces terres comprennent :
- la partie orientale de la principauté de Moldavie (comtés (ținuturi) de Soroca, Orhei, Lăpușna, partiellement Iași et Huși, et Frumoasa) ; le hospodar moldave, Veniamin Costache, proteste, car le traité de vassalité moldo-ottoman prévoyait l’intangibilité des frontières moldaves, mais la force des armes l’emporte ;
- les territoires moldaves placés sous administration militaire ottomane (raïas) de Hotin (au nord) et du Boudjak (au sud).

Ce dernier territoire (appelé en turc Bucak) avait auparavant appartenu à la principauté de Valachie dont la dynastie fondatrice est celle des Basarab : il était donc appelé Bessarabie en roumain et sur toutes les cartes européennes. C’est pourquoi le premier nom du nouveau territoire russe fut, pour quelques années, celui de « Moldavie et Bassarabie », abrégé en 1828 en « Bessarabie ».
Le prince moldave Scarlat Sturdza (ro) est nommé gouverneur du nouveau territoire autonome, mais il est destitué au bout d’un an, remplacé par des gouverneurs russes et l’autonomie est abolie en 1828. Une politique de russification se met en place : en 1829, l’usage de la « langue moldave » (nom russe du roumain) est interdit dans l’administration au profit du russe. En 1833, la langue moldave est interdite dans les églises et, en 1842, dans les établissements d’enseignement secondaire, puis dans les écoles primaires en 1860. Enfin en 1871 le moldave/roumain est purement et simplement interdit dans toute la sphère publique par le même oukase impérial qui érige le territoire en gouvernement. En outre, les autorités russes encouragèrent l’émigration (ou déportèrent) des Moldaves dans d’autres provinces de l’Empire (notamment au Kouban, au Kazakhstan et en Sibérie), tandis que d’autres groupes ethniques, notamment russes et ukrainiens (appelés au XIXe siècle « Petits Russes »), étaient invités à s’installer dans la région.
Pour l’Empire russe, la Bessarabie est d’abord une région frontalière d’où la renaissance culturelle roumaine doit être extirpée, un accès aux bouches du Danube et un grenier agricole : des voies ferrées sont construites pour la relier au port d’Odessa afin d’exporter les céréales et le bois moldaves. Sur le plateau au-dessus du vieux bourg moldave de Chișinău, une ville nouvelle russe, Kichinev, au plan en damier est construite : là se trouvent administrations, casernes, cathédrale et manufactures.
Au début de 1906, à la suite de la révolution russe de 1905, les Moldaves et Gagaouzes de Bessarabie se soulèvent à leur tour. Les autorités font donner les cosaques qui incendient villes et villages, avec quelques pogroms au passage (qui s'ajoutent à ceux de 1903 et 1905).
Au début de la guerre civile russe, un parlement local élu (le Sfatul Țării) déclare l’autonomie, puis l’indépendance de la Bessarabie sous le nom de République démocratique moldave, dans les limites du gouvernement. La république soviétique d'Odessa, qui fait régner la terreur rouge dans la région, essaie de soumettre la République démocratique moldave qui appelle à son secours les forces roumaines et françaises basées en Moldavie roumaine et, avec leur aide, parvient à repousser l’offensive des bolcheviks devant Tighina. C’est la fin du gouvernement de Bessarabie.

## Subdivisions administratives
Au début du XXe siècle, le gouvernement de Bessarabie était divisé en huit ouïezds (les noms moldaves sont donnés entre parenthèses) : Akkerman (Cetatea Albă), Beltsy (Bălți), Bender (Tighina), Izmaïl (Ismail, Tușcova), Kichinev (Chișinău), Orgueïev (Orhei), Soroki (Soroca) et Khotine (Hotin).

## Population
Selon le géographe A. Zachtchouk en 1862, la Bessarabie était peuplée à 73 % de Roumains (Moldaves), à 6 % de Russes et Lipovènes, à 4 % d’Ukrainiens, 7 % de Juifs, 5 % de Bulgares, 4 % d'Allemands et 1 % issus d’autres groupes ethniques. Trente-six ans plus tard, en 1897, la répartition ethnique des 1 933 436 habitants avait sensiblement évolué, avec 47,6 % de Roumains (Moldaves), 19,6 % d’Ukrainiens, 11,8 % de Juifs, 8 % de Russes, 5,3 % de Bulgares, 3,1 % d’Allemands et 2,9 % de Gagaouzes: la part de la population autochtone avait donc fortement chuté dans les statistiques, mais il est possible que des Moldaves comprenant le russe aient été comptabilisés comme Russes en 1897 car le recensement roumain de 1930 trouve 56,2 % de Roumains/Moldaves, 12,3 % de Russes et 11 % d'Ukrainiens.